# أوليمبياس
أوليمبياس (Ὀλυμπιάς باليونانية) (376 ق.م.-316 ق.م.)التي تعود لمدينة ايميسا والتي هيا الآن مدينة حمص السورية ابنة نيوبطليموس وهو أيضاً من أصول تنتمي إلى السلالة الحمصية العريقة وملك إيبروس وزوجة فيليبوس الثاني المقدوني والذي أنجبت منه الإسكندر الأكبر، وهي من قامت بتربيته تلازمه دائماً وتعطيه النصائح والتعلميات وتقوي من عزيمته،. كانت أيضاً مشرفة على تدريبه على القتال والفروسية حتى أصبح عمر الاسكندر ستة عشر عاماً ثم أخذته إلى الفيلسوف الكبير أرسطو ليتعلم هناك. وكانت أوليمبياس تحب الإسكندر أكثر من والده فيليب الذي ترك تربيته وتعليمه لوالدته أوليمبياس الذي تربى تحت يدها. وقد توفيت بعده بسبع سنوات
كما أنها أرادت أن تبقى وصية على حفيدها الإسكندر الرابع المقدوني، ثم أعدمت علي يد القائد كاسندر.
 صفات أوليمبياس  كانت من أجمل نساء الأمبراطورية أجمع وكانت المفضلة لدى زوجها فيليبوس الثاني المقدوني.
كانت تتمتع بعيون زرقاء فاتحه وشعر ناعم أشقر وبشرة بيضاء نقية ناعمة وجسم مرسوم رائع. مما جعلها أجمل وأفضل نساء الإمبراطوريات الموجودة آنذاك.
كانت تتمتع بذكاء ودهاء وحنكة وشجاعة لامتناهية مما جعلها رمزاً للمرأة في الإمبراطورية. وكانت تتمتع بفكر عسكري وقد أعطته لابنها الإسكندر الكبير. وقد كلفها فيلب المقدوني بتدريب ابنها الإسكندر على القتال والفروسية بينما كان مشغولاً بأمور الحكم.

## ملكة مقدونيا
عندما مات نيوبطليموس الأول عام 360 قبل الميلاد، خلفه شقيقه أريمباس على العرش المولوسي. عقد أريمباس معاهدة مع ملك مقدونيا الجديد، فيليب الثاني، في عام 358 قبل الميلاد، وأصبح المولوسيون حلفاء للمقدونيين. وطّد التحالف بزواج دبلوماسي بين ابنة أخ أريمباس، أوليمبياس، وفيليب في عام 357 قبل الميلاد. جعل هذا أوليمبياس عقيلة ملك مقدونيا وفيليب ملكها. زُعم أن فيليب وقع في غرام أوليمبياس عندما بدأ كلاهما في التمثيليات الدينية لكابيري في الحرم المقدس للآلهة الكبرى في جزيرة ساموثراكس (سمدرك)، رغم أن زواجهما اتسم بطابع سياسي إلى حد كبير.
بعد عام واحد، في عام 356 قبل الميلاد، فاز حصان فيليب في سباق الخيل في الألعاب الأولمبية؛ بمناسبة هذا النصر، حصلت زوجته، التي كانت تعرف آنذاك باسم ميرتيل، على اسم أوليمبياس. في صيف العام نفسه، أنجبت أوليمبياس طفلها الأول، الإسكندر. اعتقد الناس في اليونان القديمة أن ولادة رجل عظيم ترافقها دلائل مبشرة بقدومه. يصف بلوتارخ، في الليلة السابقة لإتمام زواجهما، حلمت أوليمبياس أن صاعقة سقطت على رحمها وأشعلت نار عظيمة، تشتت ألسنة اللهب في جميع أنحاء العالم ثم أخمدت. بعد الزواج، حلم فيليب أنه وضع ختمًا على رحم زوجته، وكان شعاره على شكل أسد. فسر أريستاندر هذا الحلم أن أوليمبياس حامل بابن سيكون شجاعًا ويشبه الأسد بطبيعته. كان لدى فيليب وأوليمبياس أيضًا ابنة تدعى كليوباترا، تزوجت لاحقًا من خالها الإسكندر الأول من إبيروس، لتوطيد العلاقات الدبلوماسية بين مقدونيا وإبيروس.
وفقًا للمصادر الأولية، كان زواجهما مضطربًا جدًا بسبب تقلبات فيليب وطموح أوليمبياس والغيرة المزعومة، ما أدى إلى زيادة انفصالهما. زدات الأمور اضطرابًا في عام 337 قبل الميلاد عندما تزوج فيليب امرأة مقدونية نبيلة، كليوباترا، ابنة أتالوس، التي سماها فيليب يوريديس. في أحد التجمعات بعد الزواج، فشل فيليب في الدفاع عن مطالبة الإسكندر بالعرش المقدوني عندما هدد أتالوس بشرعيته، ما فاقم حدة التوترات بين فيليب وأوليمبياس والإسكندر. ذهبت أوليمبياس إلى المنفى الطوعي في إبيروس مع الإسكندر، حيث بقيت في بلاط شقيقها الإسكندر الأول المولوسي، الذي كان الملك آنذاك.
في عام 336 قبل الميلاد، عزز فيليب علاقاته مع الإسكندر الأول من إبيروس بعرض يد ابنته وأولمبياس، كليوباترا، للزواج، وهي حقيقة قادت أوليمبياس إلى مزيد من العزلة لأنها لم تعد تستطيع الاعتماد على دعم شقيقها. ولكن، قُتل فيليب على يد بوسانياس، أحد فرسان فيليب وحارسه الشخصي، أثناء حضوره حفل الزفاف، واشتُبه بأوليمبياس، التي عادت إلى مقدونيا، بأنها ساعدت في اغتياله.

## حكم الإسكندر وحروب ملوك طوائف الإسكندر
وبعد وفاة فيليب الثاني، زُعم أن أوليمبياس أمرت بإعدام يوريديس وطفلها لضمان منصب الإسكندر كملك لمقدونيا. تواصلت بانتظام مع الإسكندر خلال حملاته، ويُعتقد أنها أكدت ادعاء ابنها في مصر بأن والده ليس فيليب بل زيوس. كانت العلاقة بين أوليمبياس والإسكندر ودية، ولكن حاول ابنها إبقاءها بعيدةً عن السياسة. ومع ذلك، تمتعت بنفوذ كبير في مقدونيا وتسببت في مشاكل لأنتيباتر، حاكم المملكة. في عام 330 قبل الميلاد، عادت إلى إبيروس وشغلت منصب الوصية لابن عمها أياكيدس في ولاية إيبروس، إذ توفي شقيقها الإسكندر الأول في أثناء حملة في جنوب إيطاليا.
بعد وفاة الإسكندر الأكبر في بابل في 323 قبل الميلاد، حملت زوجته روكسانا ابنه بعد وفاته وسمته الإسكندر الرابع. كان الإسكندر الرابع وعمه فيليب الثالث أرهيدوس، الأخ غير الشقيق للأسكندر الأكبر الذي ربما كان معاقًا، خاضعين لوصاية بيديكاس، الذي حاول تعزيز موقفه بالزواج من ابنة أنتيباتر نيقيا. وفي الوقت نفسه، عرضت أوليمبياس على بيديكاس يد ابنتها وفيليب، كليوباترا. وقد اختار بيردتشاس كليوباترا، ما أغضب أنتيباتر، الذي تحالف مع العديد من ملوك طوائف الإسكندر الآخرين، وخلع بيديكاس، وأعلن أنه الوصي، إلا أنه توفي خلال عام.
خلف بوليبيرخون أنتيباتر في 319 قبل الميلاد كوصي، ولكن ابن أنتيباتر كاساندر نصّب فيليب الثالث ابن فيليب الثاني (أرهيداوس) ملكًا وأجبر بوليبيرخون على الخروج من مقدونيا. فر إلى إيبيروس، وأخذ روكسانا وابنها الإسكندر الرابع معه، الذي كان قد تًرك سابقًا في رعاية أوليمبياس. في البداية، لم تتورط أوليمبياس في هذا الصراع، ولكنها سرعان ما أدركت أنه في حالة حكم كاساندر، فإن حفيدها سيفقد التاج، لذا تحالفت مع بوليبيرخون في عام 317 قبل الميلاد. دعم الجنود المقدونيون عودتها وغزت جيوش بوليبيرخون وأوليمبياس المتحدة مع آل أياكيدس، مقدونيا لإبعاد كاساندر عن السلطة.
بعد الانتصار في المعركة من خلال إقناع أوليمبياس جيش أيدا يوريديكا، زوجة فيليب الثالث، بالانضمام إليها، أسرت وأعدمت الاثنين في أكتوبر 317 قبل الميلاد. كما أسرت شقيق كاساندر ومئة من أنصاره. وسرعان ما حاصر كاساندر أوليمبياس وطوقها في بيدنا، وكانت إحدى شروط الاستسلام هي الإبقاء على حياة أوليمبياس، ولكن كاساندر قرر إعدامها، وأبقى على حياة روكسانا والإسكندر الرابع مؤقتاً (فقد أعدما بعد ذلك ببضعة أعوام في عام 309 قبل الميلاد). وعندما سقط حصن بيدنا، أمر كاساندر بقتل أولمبياس، ولكن الجنود رفضوا إيذاء أم الإسكندر الأكبر. وفي النهاية، رجمتها أسر ضحاياها الكثيرين بالحجارة حتى الموت بموافقة كاساندر، ويقال أيضًا إنه حرم جسدها من حقوق الدفن.